# Společný evropský referenční rámec
Plným názvem „Společný evropský referenční rámec: učení, vyučování, hodnocení“ (dále SERR; anglicky Common European Framework of Reference for Languages: Learning, Teaching, Assessment, CEFR, CEFRL) je dokument Rady Evropy umožňující vzájemné porovnání znalostí osob v oblasti vzdělání a znalosti cizích jazyků v rámci Evropy.

## SERR pro jazyky
V oblasti cizích jazyků definuje šest kategorií podle úrovně znalosti cizího jazyka. Jsou to kategorie A1, A2, B1, B2, C1, C2. Jednotlivé kategorie zohledňují úroveň komplexního zvládnutí jazyka studentem na všech úrovních (poslechu, čtení, schopnosti konverzace a kvality písemného projevu). Studenti cizích jazyků tak mohou cestovat do Evropy s jazykovým pasem či diplomem z jazykové školy, který obsahuje datum a úroveň žáka dle SERR. V současné době většina jazykových učebnic uvádí referenční úroveň, s níž by žák měl do kurzu vstoupit a na kterou by se po jejím zvládnutí měl posunout.

## Úrovně dle SERR

### A1 – začátečníci

#### Porozumění
Rozumí zcela základním větám a známým slovům týkajícím se jejich osoby, rodiny a bezprostředního konkrétního okolí, pokud lidé hovoří pomalu a zřetelně. Rozumí známým jménům, slovům a velmi jednoduchým větám, například na vývěskách, plakátech nebo katalozích.

#### Mluvení
Jsou schopni vést jen velmi jednoduchou a prostou konverzaci s mluvčím, který s nimi má trpělivost. Sami dokážou vyjádřit pouze základní myšlenky o své osobě slovními spojeními, která znají ze studia. Umí klást jednoduché otázky a na podobné otázky odpovídat, pokud se týkají důvěrně známých věcí nebo základních potřeb.

#### Psaní
Student na této úrovni dokáže napsat stručný jednoduchý text na pohlednici, například pozdrav z dovolené. Umí vyplnit formuláře obsahující základní osobní údaje.

### A2 – falešní začátečníci

#### Porozumění
Rozumí frázím a běžnější slovní zásobě vztahující se k oblastem, které se ho bezprostředně týkají (např. základní informace o jeho rodině a přátelích, o jeho volném čase, nakupování, místopisu, zaměstnání). Dokáže pochopit smysl krátkých jasných jednoduchých zpráv a hlášení. Umí číst krátké jednoduché texty a v nich vyhledat konkrétní předvídatelné informace. Orientuje se v jednoduchých každodenních materiálech, např. v inzerátech, prospektech, jídelních lístcích a jízdních řádech. Rozumí krátkým jednoduchým osobním dopisům.

#### Mluvení
Dokáže komunikovat v jednoduchých, často se opakujících situacích s předvídatelnou výměnou informací o známých tématech a činnostech. Zvládne krátkou společenskou konverzaci, i když obvykle nerozumí natolik, aby dokázal konverzaci sám udržet. Umí použít řadu frází a vět, aby jednoduchým způsobem popsal vlastní rodinu a další lidi, životní podmínky, dosažené vzdělání a své současné nebo předchozí zaměstnání.

#### Psaní
Umí napsat krátké jednoduché poznámky a zprávy týkající se jeho základních potřeb. Umí napsat velmi jednoduchý osobní dopis, například poděkování.

### B1 – mírně pokročilí

#### Porozumění
Rozumí hlavním myšlenkám vysloveným spisovným jazykem o běžných tématech, se kterými se setkává v práci, ve škole, ve volném čase, atd. Rozumí smyslu mnoha rozhlasových a televizních programů týkajících se současných událostí nebo témat souvisejících s oblastmi jeho osobního či pracovního zájmu, pokud jsou vysloveny poměrně pomalu a zřetelně. Rozumí textům, které obsahují slovní zásobu často užívanou v každodenním životě nebo které se vztahují k mé práci. Rozumí popisům událostí, pocitů a přáním v osobních dopisech.

#### Mluvení
Umí si poradit s většinou situací, které mohou nastat při cestování. Dokáže se bez přípravy zapojit do hovoru o tématech, která jsou mu známá, o něž se zajímá nebo která se týkají každodenního života. Dokáže vyprávět příběh nebo v hrubých rysech přiblížit obsah knihy či filmu a vylíčit své reakce, popsat zážitky a události, sny, naděje a touhy a stručně zdůvodnit a vysvětlit své názory a plány.

#### Psaní
Umí vytvořit jednoduchý souvislý, logicky strukturovaný text o tématech, která dobře zná nebo která ho osobně zajímají, a funkčně využívat prostředky textové návaznosti. Umí psát osobní dopisy popisující zážitky a dojmy.

### B2 – středně pokročilí

#### Porozumění
Rozumí delším promluvám a přednáškám a dokáže sledovat i složitou výměnu názorů, pokud téma dostatečně zná. Rozumí většině televizních zpráv a programů týkajících se aktuálních témat. Rozumí většině filmů a seriálů ve spisovném jazyce. Rozumí článkům a zprávám zabývajícím se současnými problémy, v nichž autoři zaujímají konkrétní postoje či stanoviska.

#### Mluvení
Dokáže se dorozumět plynule a spontánně s rodilými mluvčími, a to bez většího úsilí na obou stranách. Dokáže se aktivně zapojit do diskuse o známých tématech, vysvětlovat a obhajovat své názory. Dokáže se srozumitelně a podrobně vyjadřovat k široké škále témat, která se vztahují k oblasti jeho zájmu. Umí vysvětlit své stanovisko k aktuálním otázkám a uvést výhody a nevýhody různých řešení

#### Psaní
Umí sestavit podrobnější, srozumitelný text o poměrně širokém okruhu témat, vysvětlit a obhájit stanovisko k aktuálním problémům, zdůvodnit výhody a nevýhody různých možností. V dopise dovede zdůraznit, čím jsou pro něj události a zážitky osobně důležité.

### C1 – pokročilí

#### Porozumění
Rozumí delším promluvám, i když nemají jasnou stavbu a vztahy jsou vyjádřeny pouze v náznacích. Bez větší námahy rozumí televizním programům a filmům.  Dokáže rozpoznat implicitní významy v textu ("číst mezi řádky") a ocenit styl daného autora. Rozumí odborným článkům a delším technickým instrukcím, a to i tehdy, když se nevztahují k jeho oboru.

#### Mluvení
Umí se vyjadřovat plynule a pohotově bez příliš zjevného hledání výrazů. Umí používat jazyk pružně a efektivně pro společenské a pracovní účely. Umí přesně formulovat své myšlenky a názory a vhodně navazovat na příspěvky ostatních mluvčích. Umí jasně a podrobně popsat složitá témata, rozšiřovat je o témata vedlejší, rozvíjet konkrétní body a zakončit svou řeč vhodným závěrem.

#### Psaní
Umí se jasně vyjádřit, dobře uspořádat text a podrobně vysvětlit svá stanoviska. Umí psát podrobné dopisy, pojednání nebo zprávy o složitých tématech a zdůraznit to, co považuje za nejdůležitější. Umí zvolit styl textu podle toho, jakému typu čtenáře je určen.

### C2 – expert

#### Porozumění
Bez potíží rozumí jakémukoli druhu mluveného projevu, živého či vysílaného. Pokud má trochu času zvyknout si na specifické rysy výslovnosti rodilého mluvčího, nemá potíže porozumět mu ani tehdy, mluví-li rychle. Snadno čte všechny formy písemného projevu, včetně abstraktních textů náročných svou stavbou i jazykem, jako jsou např. příručky, odborné články a krásná literatura.

#### Mluvení
Dokáže se zapojit do jakékoli konverzace nebo diskuse. Zná dobře idiomatické a hovorové výrazy. Umí se vyjadřovat zcela spontánně, velice plynule a přesně, přičemž rozlišuje jemnější významové odstíny i ve složitějších situacích. Narazí-li při vyjadřování na nějaký problém, dokáže svou výpověď přeformulovat tak hladce, že to ostatní ani nepostřehnou. Umí podat jasný plynulý popis nebo zdůvodnění stylem vhodným pro daný kontext a opírajícím se o efektivní logickou strukturu, která pomáhá posluchači všimnout si důležitých bodů a zapamatovat si je.

#### Psaní
Umí napsat jasný plynulý text vhodným stylem. Dokáže napsat složité dopisy, zprávy nebo články a vystavět text logicky tak, aby pomáhal čtenáři všimnout si důležitých bodů a zapamatovat si je. Umí psát resumé a recenze odborných nebo literárních prací. Dokáže vytvořit složité, precizně slohově i myšlenkově strukturované texty, souvisle je prezentovat a vést o nich polemiku.

## Certifikáty dle SERR
| Jazyky  | Certifikát                                        | A1                                      | A2                                         | B1                                                                     | B2                                                            | C1                                                        | C2                                                         |
| ------- | ------------------------------------------------- | --------------------------------------- | ------------------------------------------ | ---------------------------------------------------------------------- | ------------------------------------------------------------- | --------------------------------------------------------- | ---------------------------------------------------------- |
| všechny | UNIcert                                           |                                         |                                            | UNIcert I                                                              | UNIcert II                                                    | UNIcert III                                               | UNIcert IV                                                 |
| všechny | TELC                                              | A1                                      | A2                                         | B1                                                                     | B2                                                            | C1                                                        | -                                                          |
| cy      | WJEC Defnyddio'r Gymraeg                          | Mynediad (Entry)                        | Sylfaen (Foundation)                       | Canolradd (Intermediate)                                               | -                                                             | Uwch (Advanced)                                           | Hyfedredd (Proficiency)                                    |
| ca      | Catalan Language Certificates                     |                                         | Bàsic-A2                                   | Elemental-B1                                                           | Intermedi-B2                                                  | Suficiència-C1                                            | Superior-C2                                                |
| cs      | Certifikovaná zkouška z češtiny pro cizince (CCE) | CCE-A1                                  | CCE-A2                                     | CCE-B1                                                                 | CCE-B2                                                        | CCE-C1                                                    | -                                                          |
| de      | Österreichisches Sprachdiplom DEUTSCH (ÖSD)       | ÖSD A1 Grundstufe Deutsch 1             | ÖSD A2 Grundstufe Deutsch 2                | ÖSD B1 Zertifikat Deutsch                                              | ÖSD B2 Mittelstufe Deutsch                                    | ÖSD C1 Oberstufe Deutsch                                  | ÖSD C2 Wirtschaftssprache Deutsch                          |
| de      | Goethe Institute                                  | Start Deutsch 1                         | Start Deutsch 2                            | Zertifikat Deutsch                                                     | Goethe-Zertifikat B2, ZDfB                                    | Goethe-Zertifikat C1 - Zentrale Mittelstufenprüfung (neu) | Zentrale Oberstufenprüfung, Kleines Deutsches Sprachdiplom |
| en      | TrackTest                                         | A1 (Úplný začátečník)                   | A2 (Začátečník)                            | B1 (Mírně pokročilý)                                                   | B2 (Středně pokročilý)                                        | C1 (Výše pokročilý)                                       | C2 (Pokročilý)                                             |
| en      | City and Guilds                                   | Preliminary                             | Access                                     | Achiever                                                               | Communicator                                                  | Expert                                                    | Mastery                                                    |
| en      | NQF (pouze britsky)                               | Entry Level                             | Level 1                                    | Level 2                                                                | Level 3                                                       | Levels 4-6                                                | Level 7-8                                                  |
| en      | Cambridge exam                                    | KET (45 až 59)                          | PET (45 až 59) / KET Pass with Merit, Pass | FCE (45 až 59) / PET Pass with Merit, Pass / KET Pass with Distinction | CAE (45 až 59) / FCE grade B or C / PET Pass with Distinction | CPE (45 až 59) / CAE grade B or C / FCE grade A           | CPE grade A, B or C / CAE grade A                          |
| en      | IELTS                                             |                                         |                                            | 4.0 až 4.5-5.0                                                         | 5.5 až 6.0-6.5                                                | 6.5-7.0 až 8.0                                            | 8.5 až 9.0                                                 |
| en      | PTE Academic                                      |                                         | 30                                         | 43                                                                     | 59                                                            | 76                                                        | 85                                                         |
| en      | PTE General (též LTE)                             | Level A1                                | Level 1                                    | Level 2                                                                | Level 3                                                       | Level 4                                                   | Level 5                                                    |
| en      | TOEIC                                             | 60 - 105 (listening) 60 - 110 (reading) | 110 - 270 (listening) 115 - 270 (reading)  | 275 - 395 (listening) 275 - 380 (reading)                              | 400 - 485 (listening) 385 - 495 (reading)                     | 490 - 495 (listening)                                     |                                                            |
| en      | Versant                                           | 26-35                                   | 36-46                                      | 47-57                                                                  | 58-68                                                         | 69-78                                                     | 79-80                                                      |
| en      | TOEFL (IBT)                                       |                                         |                                            | 57 až 86                                                               | 87 až 109                                                     | 100+/110 až 120                                           |                                                            |
| en      | British General Qualifications                    | Foundation Tier GCSE                    | Higher Tier GCSE                           | GCE A-Level / AS-Level                                                 |                                                               |                                                           |                                                            |
| eo      | Idegennyelvi Továbbképző Központ ORIGÓ            | -                                       | -                                          | B1 (baza nivelo)                                                       | B2 (meza nivelo)                                              | C1 (supera nivelo)                                        | -                                                          |
| fi      | YKI                                               | 1.taso                                  | 2.taso                                     | 3.taso                                                                 | 4.taso                                                        | 5.taso                                                    | 6.taso                                                     |
| fr      | CIEP / Alliance française diplomas                | TCF A1 / DELF A1                        | TCF A2 / DELF A2 / CEFP 1                  | TCF B1 / DELF B1 / CEFP 2                                              | TCF B2 / DELF B2 / Diplôme de Langue                          | TCF C1 / DALF C1 / DSLCF                                  | TCF C2 / DALF C2 / DHEF                                    |
| it      | CILS                                              |                                         |                                            | Uno                                                                    | Due                                                           | Tre                                                       | Quattro                                                    |
| ru      | ТРКИ                                              | Элементарный / A1                       | Базовый / A2                               | Первый / B1                                                            | Второй / B2                                                   | Третий / C1                                               | Четвертый / C2                                             |
| sp      | DELE                                              | A1                                      | A2                                         | B1 (dříve "Inicial")                                                   | B2 (dříve "Intermedio")                                       | C1                                                        | C2 (dříve "Superior")                                      |
| sv      | TISUS                                             | -                                       | -                                          | -                                                                      | -                                                             | TISUS                                                     | -                                                          |
| sv      | Swedex                                            | -                                       | A2                                         | B1                                                                     | B2                                                            | -                                                         | -                                                          |
| všechny | AMCAD EFL                                         | A1                                      | A2                                         | B1                                                                     | B2                                                            | C1                                                        | C2                                                         |
| všechny | ALTE level                                        | Breakthrough level                      | Level 1                                    | Level 2                                                                | Level 3                                                       | Level 4                                                   | Level 5                                                    |